# 奥彭贝格
奥彭贝格是奥地利施蒂利亚州利岑县的一个市镇。总面积92.81平方公里，总人口270人，人口密度2.9人/平方公里（2005年）。